# Leandro Guerra
Leandro Guerra (Hacienda de Santa Bárbara, municipio de Lagos de Moreno, Jalisco, 1769-Santa María de los Lagos, hoy Lagos de Moreno, 1835) fue un educador y presbítero  mexicano quien promovió la educación primaria, y la enseñanza de artes y oficios en la ciudad en la que residió y murió.

## Biografía
En Lagos de Moreno, el padre Miguel Leandro Guerra fundó y dotó en 1827 un Liceo de Varones, que el gobierno del estado de Jalisco reorganizó en 1875.
El 3 de septiembre de 1881, José Ignacio Torres, director del Liceo del padre Miguel Leandro Guerra con sede en Lagos de Moreno, informó de las cátedras que se impartían en dicho centro educativo: Historia, Geografía, Gramática Latina, Gramática Española, Francés; Aritmética, Álgebra y Geometría; Teneduría de Libros, Gimnasia, Dibujo Lineal, Música, Lógica, Física, Inglés, y Derecho. Actualmente, el inmueble es sede de la Biblioteca Municipal «María Soiné de Helguera».

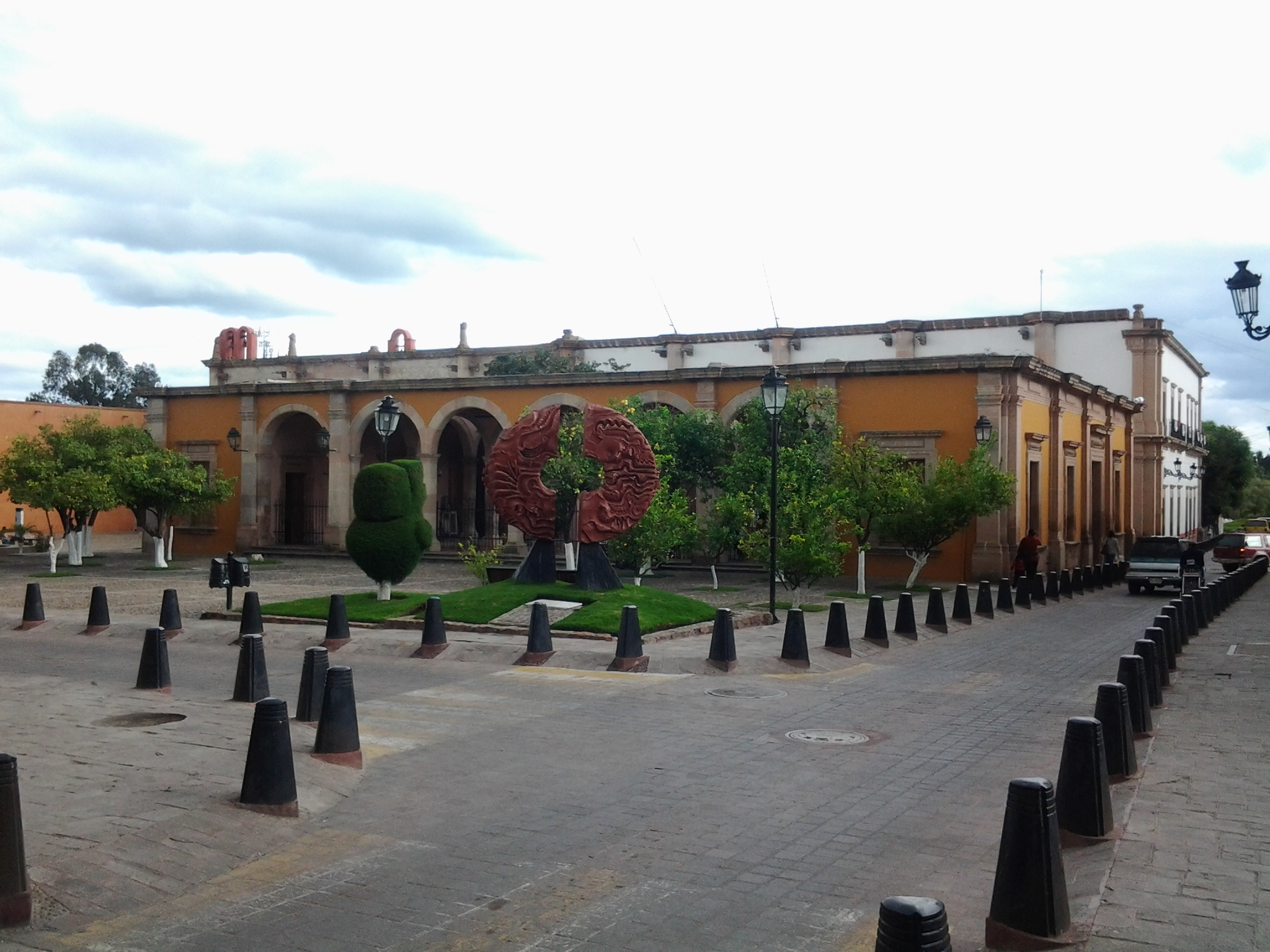
Escuela de Artes y Oficios «Miguel Leandro Guerra», en Lagos de Moreno

### Homenajes
En 1963, como parte de los actos para conmemorar el cuarto centenario de la fundación de Lagos de Moreno, llevada a efecto por Hernando Martel, fue restaurada la Escuela de Artes y Oficios «Miguel Leandro Guerra».
En la colonia laguense La Adelita, existe una «Escuela Primaria Vespertina Miguel Leandro Guerra».
Asimismo, existen en Lagos, un «Centro Educativo Leandro Guerra» y una calle con el nombre de este presbítero.